# Parafia św. Michała Archanioła w Łazach
Parafia św. Michała Archanioła – rzymskokatolicka parafia znajdująca się w Łazach. Należy do dekanatu łazowskiego, diecezji sosnowieckiej i metropolii częstochowskiej. Utworzona 24 listopada 1920 roku z parafii św. Bartłomieja Apostoła w Ciągowicach.